# Pachydactylus vansoni
Pachydactylus vansoni är en ödleart som beskrevs av  Vivian William Maynard Fitzsimons 1933. Pachydactylus vansoni ingår i släktet Pachydactylus och familjen geckoödlor. IUCN kategoriserar arten globalt som livskraftig. Inga underarter finns listade i Catalogue of Life.